# Boudin à la viande
Pour les articles homonymes, voir Boudin.
Le boudin à la viande est une spécialité du sud-ouest de la France.

## Préparation
Il est composé de sang (30 à 50 %). La tête du cochon, des couennes ainsi que de la langue ou du cœur sont cuits plusieurs heures au bouillon, avant d'être coupés en petits morceaux et mélangés au sang. Cette farce est ensuite embossée dans de gros boyaux et cuite à feu très doux dans le bouillon. 

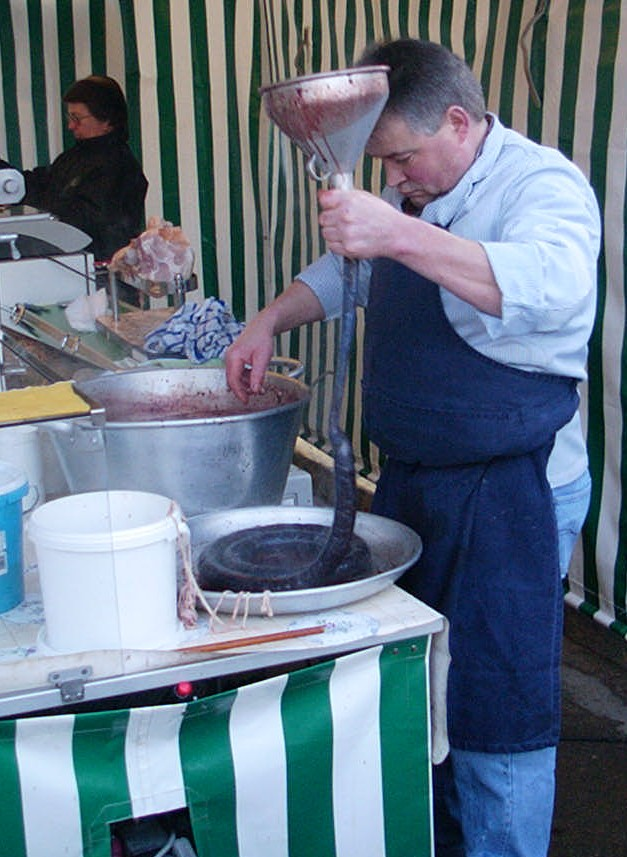
Mise du boudin en boyau.
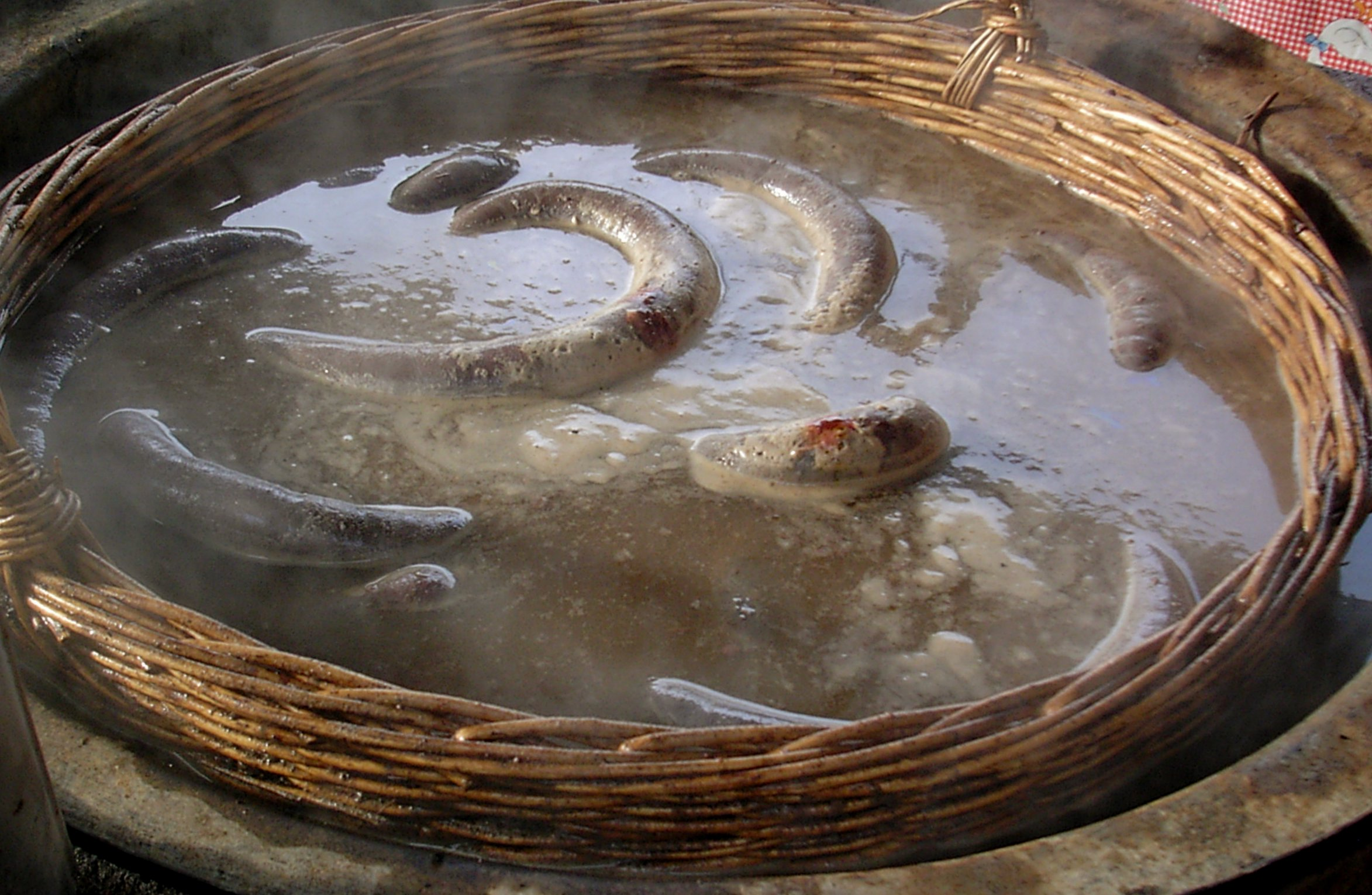
Cuisson du boudin à l'ancienne.
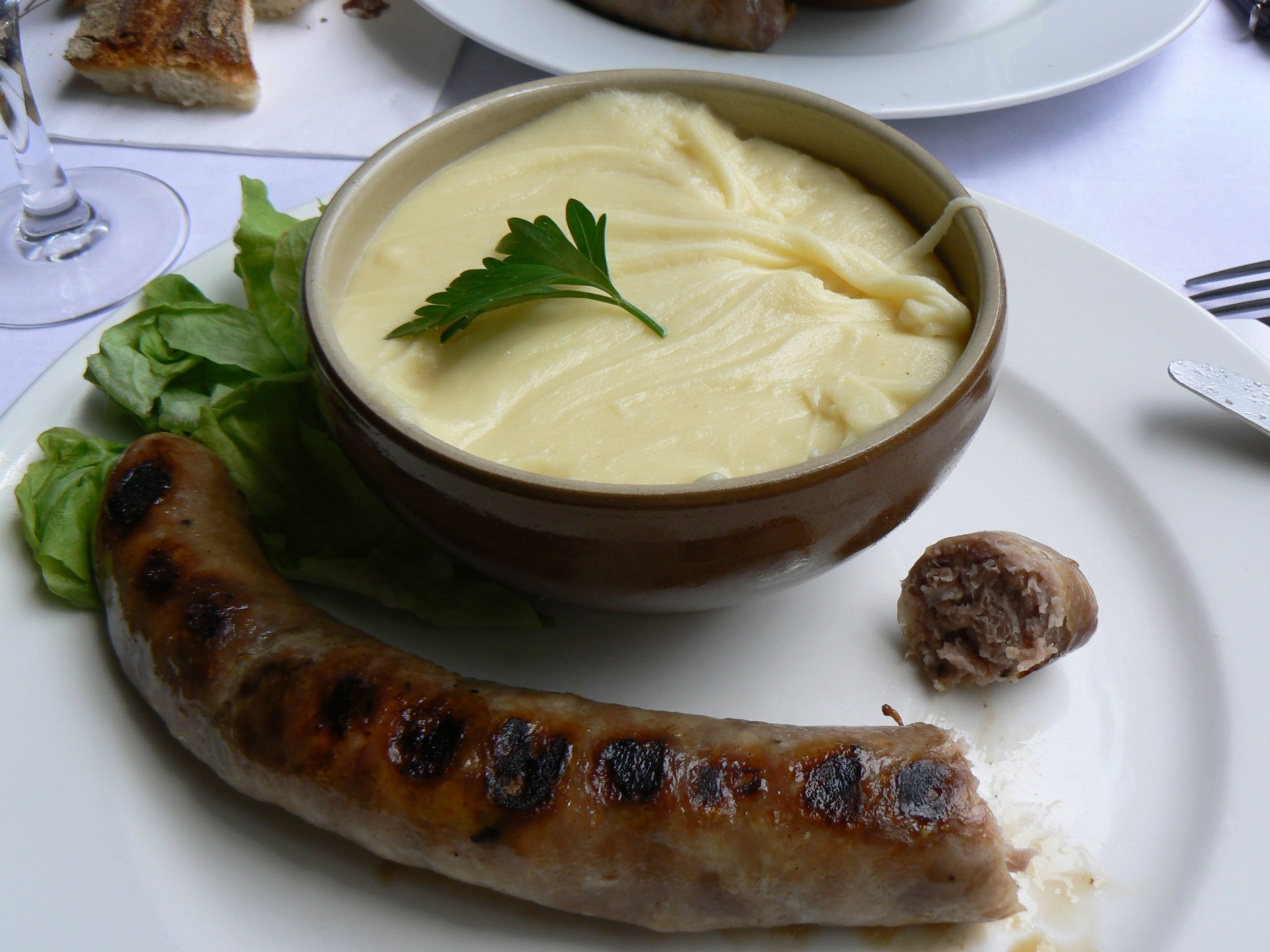
Bol d'aligot et boudin à la viande en Aveyron.

L'ajout de pain est fréquent dans la région des monts de Lacaune. Dans le Ségala aveyronnais, on y mêle des oignons.

## Conditionnement et consommation
Ce boudin peut se manger froid, comme du saucisson, ou chaud, poêlé nature ou avec des pommes, des oignons ou des châtaignes. Il peut être conditionné en bocal ou en boîte sans embossage. Il est aussi commercialisé séché, le climat de la région étant tout particulièrement propice au séchage.

## Autres dénominations
Ce mets porte des noms différents selon les endroits : « boudin béarnais » en Aquitaine, « galabard » dans le Tarn. Pour l'origine du nom, les étymologistes proposent galavardo qui signifie « vorace », et sa variante galavarda, « manger goulûment », ou tout simplement galavardoun, l'un des noms occitans dont est affublé le cochon.

## Accord mets-vin
Ce boudin noir se marie avec un gamay rouge du vignoble du Bugey, un côtes-du-rhône rouge ou un vin rouge du Val de Loire.